# 브라이언 모이나한
브라이언 모이나한(Brian Moynahan, 1941년 3월 30일~2018년 4월 1일)은 영국의 언론인, 역사학자, 전기 작가였다. 피부과 의사 에드먼드 모이나한의 자녀로 태어나 도싯주 셔번에 위치한 셔번 스쿨(Sherborne School) 케임브리지 대학교 코퍼스 크리스티 칼리지를 졸업했다. 요크셔 포스트, 선데이 타임스 같은 언론사에서 근무하면서 세계 각국에서 일어난 많은 사건들을 취재했다. 이후 소련 등에 대한 수많은 역사책들을 집필했다.